# Motorová jednotka 711 (ŽS)

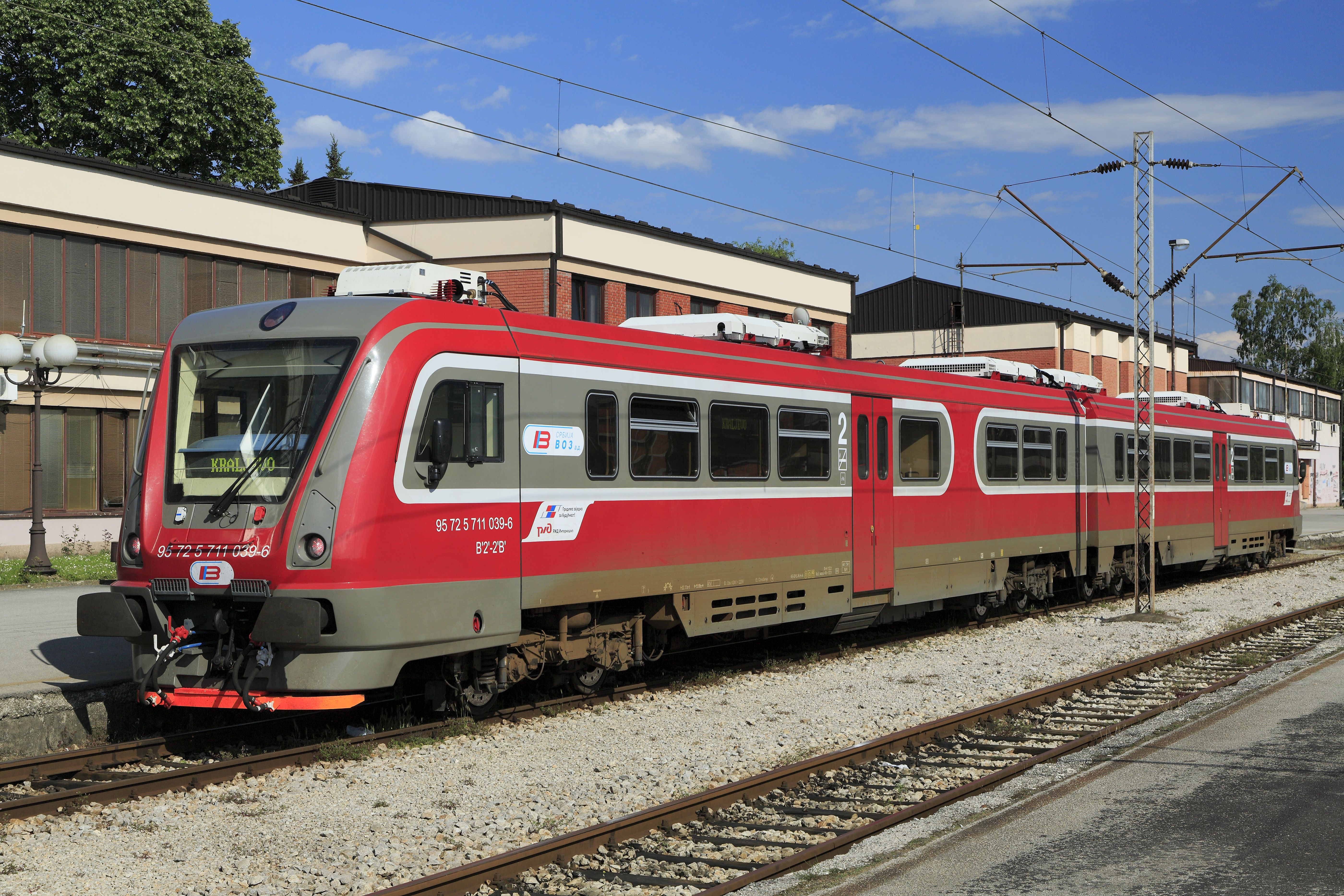
Vlak na nádraží ve městě Požega.

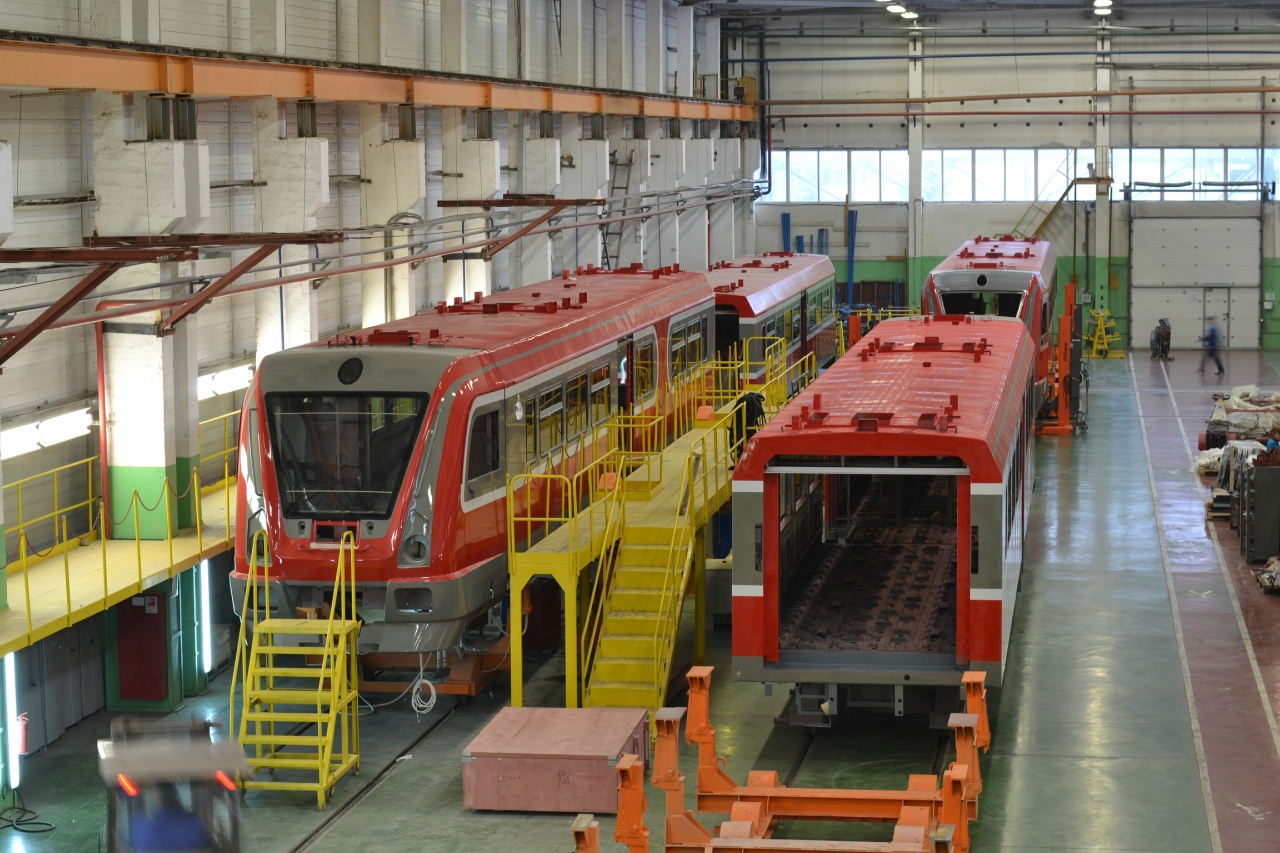
Výroba vlaku v Rusku.

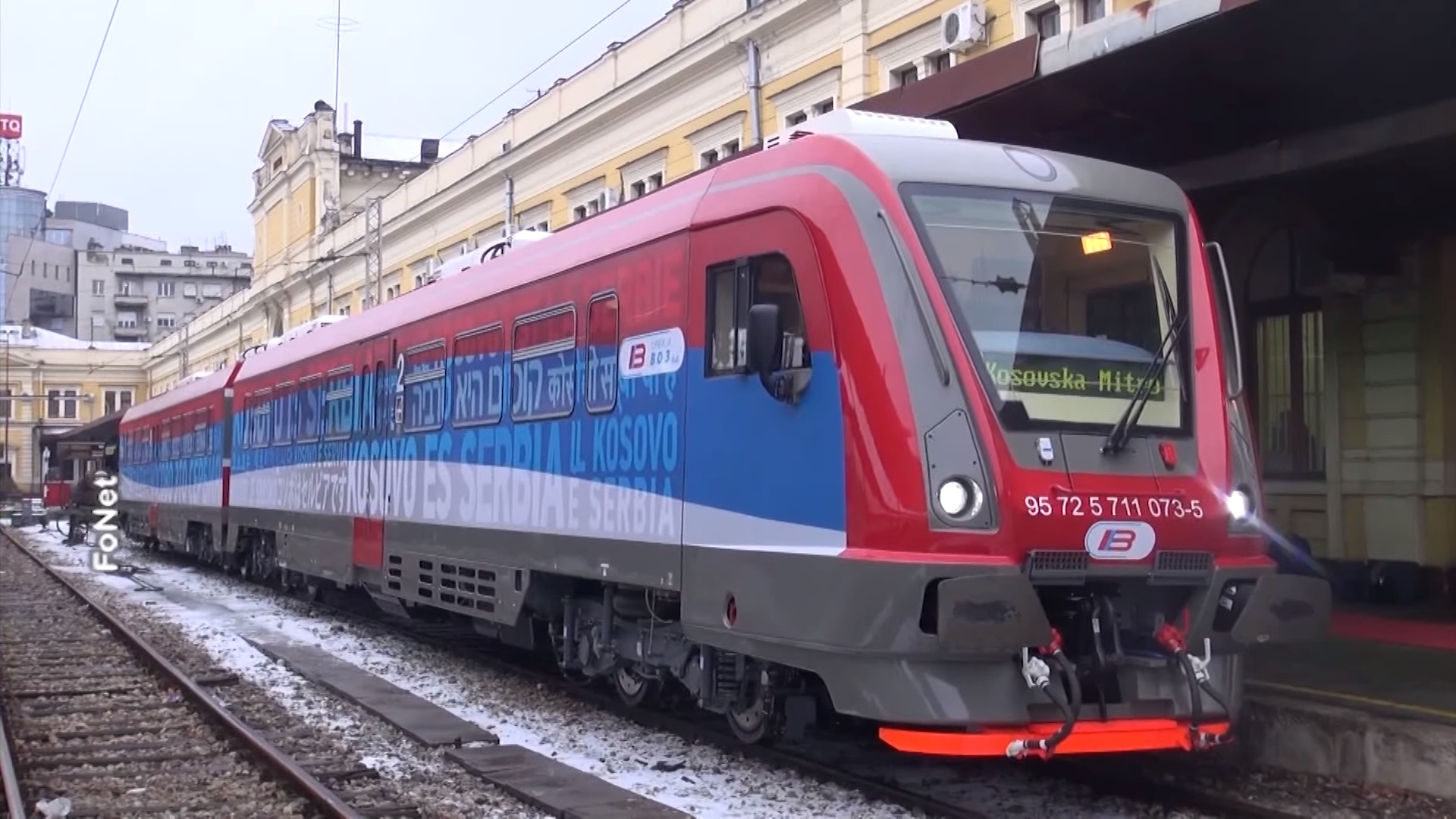
Vlak v nátěru se srbskou vlajkou, který měl v lednu 2017 odcestovat do Kosovské Mitrovice.

Motorová jednotka 711 srbských železnic je diesel-motorová jednotka, která je v provozu od roku 2011. Jde o vozidlo ruské výroby (ze závodu Metrovagonmaš) a mezi místními v Srbsku má přezdívku Ruskinja[zdroj?]. Na počátku 21. století tyto jednotky nahrazovaly na lokálních a neelektrizovaných tratí postupně dosluhující šinobusy jugoslávské výroby. V Rusku jsou označovány jako DP-S (rusky Дизель-Поезд для Сербии) a vznikly modernizací starších příměstských souprav RA-2. Tovární označení jednotky je 750.25.

## Charakteristika
Jednotka má maximální cestovní rychlost 120 km/h, kapacitu 120 míst k sezení, 126 míst k sezení, je klimatizovaná a uzpůsobená i pro cestování osob se sníženou schopností pohybu a orientace. Vlak byl navržen speciálně pro potřeby srbských železnic.
Cena za jednu jednotku se pohybovala okolo 3,4 milionů CHF.

## Historie
Společnost Železnice Srbije a ruský závod Metrovagonmaš podepsaly dohodu o nákupu 12 nových osobních jednotek na základě půjčky mezinárodní železniční banky Eurofima v hodnotě 43 milionů CHF. Den před srbským dnem železničářů v září 2011 byla poté první dodaná souprava představena veřejnosti. Do pravidelného provozu byla první jednotka nasazena na trati Bělehrad–Vršac dne 6. března 2012 a v průběhu roku 2012 i 2013 se objevila na více tratích po celé zemi. 
Do roku 2015 bylo Srbsku dodáno celkem 12 těchto souprav a do roku 2017 se jejich počet zvýšil na 38. Půjčku na nákup dalších jednotek ve výši 100 milionů USD zajistila ruská strana; dne 14. října 2014 podepsali vzájemnou smlouvu o druhé vlně dodávek jednotek prezidenti obou zemí, Tomislav Nikolić a Vladimir Putin. 
Vzhledem k tomu, že Srbsko je prvním uživatelem těchto vozidel, začalo docházet k jejich častým poruchám. Nepříliš dobře otestované jednotky, se kterými nemají srbští technici příliš zkušeností, tak začaly být v některých případech stahovány z provozu a množily se potřeby jejich případných oprav. 
Na začátku roku 2017 vyvolala diplomatický skandál jednotka tohoto typu v barvách srbské vlajky a se sloganem Kosovo je Srbsko (srbsky Косово је Србија) provedeným v 21 jazycích. Uvnitř byla souprava dekorována obrazy středověkých klášterů, které se nacházejí na území Kosova. Vozidlo mělo zahájit pravidelný provoz do Kosovské Mitrovice z Bělehradu, ale po napjaté situaci ve vztazích mezi srbskou a kosovskou vládou bylo rozhodnuto, že na území Kosova vysláno nebude. Jednotka byla slavnostně vypravena z bělehradského hlavního nádraží dne 14. ledna 2017. Tehdejší kosovský premiér se k vozidlo vyjádřil, že za žádnou cenu nesmí přijet na území Kosova a obával se nepokojů, které by mohl tento vlak mezi srbským obyvatelstvem v Kosovu vyvolat. Poté, co byly zveřejněny záběry podminování tratě, se srbský premiér Aleksandar Vučić rozhodl soupravu na základě vlastního rozhodnutí zastavit. Kosovská policie následně provedla druhý den kontrolu trati a žádné výbušniny na kosovském úseku trati nenašla.
Jednotka byla následně nasazena na vnitrostátních tratích na území centrálního Srbska. Do Kosovské Mitrovice začala následně jezdit vozidla stejného typu, ale již bez nacionalistických polepů.